# Орландо (Оклахома)
Орландо (енгл. Orlando) град је у америчкој савезној држави Оклахома.

## Демографија
По попису из 2010. године број становника је 148, што је 53 (-26,4%) становника мање него 2000. године.
| Група             | 2000.       | 2010.       |
| Белци             | 173 (86,1%) | 125 (84,5%) |
| Афроамериканци    | 0 (0,0%)    | 0 (0,0%)    |
| Азијати           | 2 (1,0%)    | 0 (0,0%)    |
| Хиспаноамериканци | 0 (0,0%)    | 2 (1,4%)    |
| Укупно            | 201         | 148         |